# Eric Bruskotter
Eric Bruskotter (Fort Wayne, 22 marzo 1966) è un attore statunitense.

## Biografia
Ha iniziato a recitare verso la metà degli anni ottanta, apparendo in programmi televisivi come Mr. Belvedere e Storie incredibili. Cominciò a guadagnare notorietà nel film Playboy in prova nel 1987. Poco dopo, apparve nei panni del soldato Scott Baker nella serie TV Vietnam addio, che narra le vicende di un plotone durante la guerra del Vietnam. Suo fratello Karl Bruskotter, (gemello e di aspetto identico, che sfoggiava un'acconciatura leggermente diversa per potersi distinguere), ha avuto un'apparizione nella medesima serie come fratello gemello di Scott Baker, il soldato Karl Baker. Lasciò la serie dopo la sua prima stagione, ma ha riprese il ruolo in un'apparizione come ospite durante la terza ed ultima stagione.
Tornò a recitare in lungometraggi, come Dragon - La storia di Bruce Lee, Allarme rosso e Nel centro del mirino, per poi meglio distinguersi in Major League - La grande sfida. Nel 1997, recitò in Starship Troopers - Fanteria dello spazio; durante le riprese del film conobbe l'attrice Tami-Adrian George, la quale suo personaggio uccise accidentalmente il suo. In seguito i due si sposarono.
È anche apparso in 2 diversi episodi di Walker Texas Ranger ed in entrambe le occasioni ha interpretato un giovane mentalmente disabile.
Torna in due episodi della stagione 2 di Sports Night, interpretando Kyle Whitaker, un giocatore della NFL in una squadra senza nome con sede a Cleveland, che viene sospeso dalle attività con altri 6 giocatori sorpresi nell'abuso di steroidi.
Nel 2007, appare in due episodi di 24 durante la stagione 6.
Nel 2011, appare come corteggiatore di Shannon Beiste, interpretata da Dot-Marie Jones, su Glee, interpretando il reclutatore Cooter Menkins.

## Vita privata
Sposato con Tami-Adrian George; è anche un volontario della Best Friends Animal Society.

## Filmografia parziale

### Cinema
- Rented Lips, regia di Robert Downey Sr. (1988)
- In amore nessuno è perfetto (Nobody's Perfect), regia di Robert Kaylor (1990)
- Dragon - La storia di Bruce Lee (Dragon: The Bruce Lee Story), regia di Rob Cohen (1993)
- Nel centro del mirino (In the Line of Fire), regia di Wolfgang Petersen (1993)
- Major League - La rivincita (Major League II), regia di David S. Ward (1994)
- Allarme rosso (Crimson Tide), regia di Tony Scott (1995)
- The Fan - Il mito (The Fan), regia di Tony Scott (1996)
- Starship Troopers - Fanteria dello spazio (Starship Troopers), regia di Paul Verhoeven (1997)
- Major League - La grande sfida (Major League: Back to the Minors), regia di John Warren (1998)
- Ragazze nel pallone - Tutto o niente (Bring It On: All or Nothing), regia di Steve Rash (2006)

### Televisione
- Storie incredibili (Amazing Stories) - serie TV (1985)
- Mr. Belvedere - serie TV (1986)
- Playboy in prova (Can't Buy Me Love) - serie TV (1987)
- Vietnam addio (Tour of Duty) - serie TV (1987)
- La guerra dei mondi (War of the Worlds) - serie TV (1988)
- Segni particolari: genio (Head of the Class) - serie TV (1989)
- Not Quite Human II - film TV, regia di Eric Luke (1989)
- Cin cin (Cheers) - serie TV (1990)
- Teen Angel Returns - serie TV (1990)
- Dolce veleno (Sweet poison) - film TV, regia di Brian Grant (1990)
- In viaggio nel tempo (Quantum Leap) - serie TV (1991)
- Blue Jeans (The Wonder Years) - serie TV (1992)
- Beverly Hills 90210 (Beverly Hills, 90210) - serie TV (1994)
- Walker Texas Ranger - serie TV (1995)
- JAG - Avvocati in divisa (JAG) - serie TV (1995)
- How I Met Your Mother - sitcom (2008)
- NCIS - Unità anticrimine (NCIS) - serie TV (2011)
- Glee (Glee) - serie TV, 4 episodi (2011-2012)

## Doppiatori italiani
Nelle versioni in italiano delle opere in cui ha recitato, Eric Bruskotter è stato doppiato da:
- Gianni Bersanetti in Vietnam addio, Playboy in prova
- Davide Marzi in Angel
- Edoardo Nordio in Glee
- Mino Caprio in Major League - La rivincita
- Massimo Pizzirani in Dragon - La storia di Bruce Lee
- Luca Sandri in How I Met Your Mother
- Simone Mori in Starship Troopers - Fanteria dello spazio